# Епархия Чжэндина
Епархия Чжэндина (лат. Dioecesis Cemtimensis, кит. 中文: 正定) — епархия Римско-Католической Церкви в уезде Чжэндин, городской округ Шицзячжуан, провинция Хэбэй, Китай. Епархия Чжэндина входит в пекинскую архиепархию.

## История
2 апреля 1856 года Святым Престолом был учрежден апостольский викариат Юго-Западного Чжили.
В 1891 году епископ Жюль Брюгиер основал в епархии женскую монашескую Конгрегацию Святого Иосифа, которая занималась благотворительной и образовательной деятельностью среди местного населения. В 2011 году Конгрегация Святого Иосифа отметила 120-годовщину своего основания.
15 апреля 1924 года часть территории Апостольского викариата Юго-Западного Чжили была передана для возведения новой апостольской префектуре Лисянь (сегодня — епархия Аньго).
3 декабря 1924 года апостольская префектура Юго-Западного Чжили была преобразована в апостольский викариат Чжэндина.
В 1929 и 1933 годах часть территории апостольского викариата Чжэндина была передана новым апостольским префектурам Чжаосяня и Шуньдэфу.
11 апреля 1946 года Папа Римский Пий XII буллой Quotidia Nos преобразовал апостольский викариат Чжэндина в епархию Чжэндина.

## Ординарии епархии
- епископ Jean-Baptiste Anouilh CM (14.12.1858 г. — 18.02.1869 г.) — ординарий Апостольского викариата Юго-Западного Чжили;
- епископ François-Ferdinand Tagliabue CM (22.06.1869 г. — 5.08.1884 г.) — ординарий Апостольского викариата Юго-Западного Чжили;
- епископ Jean-Baptiste-Hippolyte Sarthou CM (15.01.1885 г. — 6.06.1890 г.) — ординарий Апостольского викариата Юго-Западного Чжили;
- епископ Jules Bruguière CM (28.07.1891 г. — 19.10.1906 г.) — ординарий апостольского викариата Юго-Западного Чжили;
- епископ Jules-Auguste Coqset CM (3.05.1907 г. — 4.02.1917 г.) — ординарий апостольского викариата Юго-Западного Чжили;
- епископ Жан де Вьен де Отфёй (4.02.1917 г. — 2.04.1919 г.) — ординарий апостольского викариата Юго-Западного Чжили;
- епископ Franciscus Hubertus Schraven CM (16.12.1920 г. — 10.10.1937 г.) — ординарий Апостольского викариата Чжэндина;
- епископ Giobbe Chen Chi-ming CM (5.01.1939 г. — 11.04.1946 г.) — ординарий Апостольского викариата Чжэндина;
- епископ Giobbe Chen Chi-ming C M (11.04.1946 г. — 10.06.1959 г.) — ординарий епархии Чжэндина;
- епископ Юлий Цзя Чжигоу (1959—2008 г.);
  - епископ Павел Цзян Таожань (2008 — 15.10.2010 г.) — епископ Китайской Патриотической церкви до 2008 года.

## Источник
- Annuario Pontificio, Libreria Editrice Vaticana, Città del Vaticano, 2003, ISBN 88-209-7422-3
- Joseph de Moidrey, La hiérarchie catholique en Chine, en Corée et au Japon (1307—1914), Chang-Hai 1914, стр. 145—146  (лат.)
- Булла Quotidie Nos, AAS 38 (1946), стр. 301  (фр.)